# Agostino Cacciavillan
Agostino kardinál Cacciavillan (14. srpna 1926 Novale di Valdagno – 5. března 2022) byl italský římskokatolický kněz, vatikánský diplomat, vysoký úředník římské kurie, titulární arcibiskup a kardinál.

## Životopis
Studoval v semináři ve Vicenze, kněžské svěcení přijal 26. června 1949. Pokračoval ve studiích v Římě, získal licenciát ze společenských věd na Papežské univerzitě Gregoriana a doktorát z kanonického práva na Papežské lateránské univerzitě, na diplomatickou dráhu se připravoval na Papežské diplomatické akademii. Od roku 1960 začal pracovat ve státním sekretariátu. Byl sekretářem nunciatur na Filipínách, ve Španělsku a Portugalsku, od roku 1969 působil ve Vatikánu.
V lednu 1976 byl jmenován pronunciem v Keni a zároveň titulárním arcibiskupem, biskupské svěcení přijal 28. února téhož roku. V květnu 1981 se stal pronunciem v Indii, v dubnu 1985 historicky prvním pronunciem v Nepálu. Od 13. června 1990 plnil funkci pronuncia v USA. K práci ve Vatikánu se vrátil v listopadu 1998, následující čtyři roky byl předsedou Správy majetku Apoštolského stolce. V únoru 2001 ho papež Jan Pavel II. jmenoval kardinálem.